# Jan Kazimierz Wittelsbach (Pfalz-Zweibrücken-Kleeburg)
Jan Kazimierz Wittelsbach (ur. 20 kwietnia 1589 w Zweibrücken, zm. 18 czerwca 1652 w Söderköping) – hrabia palatyn i książę Palatynatu-Zweibrücken-Kleeburg.
Syn księcia Jana I i Magdaleny, księżniczki Jülich-Kleve-Berg. Jego dziadkami byli Wolfgang Wittelsbach i Anna, księżniczka heska oraz Wilhelm Bogaty, książę Jülich-Kleve-Berg i Maria Habsburg. Jego starsza siostra Maria Elżbieta była żoną księcia Jerzego Gustawa z Palatynatu-Veldenz. Miał również dwóch braci: Jana oraz Fryderyka Kazimierza.
Po śmierci ojca w 1604 roku księstwo Zweibrücken zostało podzielono między synów. Jan otrzymał tereny Zweibrücken-Veldenz, Fryderyk Kazimierz Zweibrücken-Landsberg zaś Jan Kazimierz Zweibrücken-Kleeburg. Był posłem Unii Ewangelickiej do króla Szwecji Gustawa II Adolfa Wazy, tam poznał swoją przyszłą żonę Katarzynę, córkę Karola Sudermańskiego. Ślub odbył się 11 czerwca 1615 w Sztokholmie. Piątka ich dzieci przetrwała wiek niemowlęcy:
- Krystyna Magdalena (1616–1662), żona margrabiego Fryderyka VI Badenia-Durlach (prababka Adolfa Fryderyka Szwedzkiego),
- Karol X Gustaw (1622–1660), król Szwecji w latach 1654–1660
- Maria Eufrozyna (1625–1687), żona kanclerza Szwecji Magnusa Gabriela De la Gardie,
- Eleonora Katarzyna (1626–1692), żona landgrafa Fryderyka Hessen-Eschwege,
- Adolf Jan książę Pfalz-Zweibrücken (1629–1689).